# Tanque (bairro)
O Tanque é um bairro da Zona Oeste do município do Rio de Janeiro, no Brasil.
Fica na região de Jacarepaguá e faz limite com os bairros da Taquara, Pechincha, Freguesia, Quintino Bocaiúva, Praça Seca, Vila Valqueire e Jardim Sulacap. No bairro, está localizada a quadra da escola de samba Renascer de Jacarepaguá, maior representante da região de Jacarepaguá no carnaval carioca. O Center Shopping Rio está localizado no bairro, porém esse também é associado ao bairro do Pechincha.
Seu índice de desenvolvimento humano (IDH), no ano 2000, era de 0,831, o 69º melhor do município do Rio de Janeiro.

## História
O Largo do Tanque surgiu no final do século XIX, quando havia grande circulação de bondes com tração animal pela região. O local fazia parte do trajeto entre a Porta d'Água, na Freguesia e a Taquara. Por isso, em 1875, foi construído um grande reservatório de água para cavalos e burros matarem a sede. Desde então, passou a ser chamado de Largo do Tanque. Possui ligação direta com a Freguesia através da Estrada do Camatiá no final na Estrada da Covanca. Possui ruas importantes como Estrada do Cafundá e estrada do Catonho, que liga o Tanque a Jardim Sulacap, um pequeno trecho da Rua Cândido Benício ligando o bairro à Praça Seca e Avenida Geremário Dantas que faz a ligação do bairro com a Freguesia.
Faz parte da região administrativa de Jacarepaguá, da qual também fazem parte:
- Anil
- Curicica
- Freguesia
- Gardênia Azul
- Jacarepaguá
- Pechincha
- Praça Seca
- Taquara
- Vila Valqueire

A denominação; delimitação e codificação do Bairro foi estabelecida pelo Decreto Nº 3158, de 23 de julho de 1981 com alterações do Decreto Nº 5280, de 23 de agosto de 1985.

## Estrutura
Center Shopping Rio com opções de lojas, cinema e serviços do Detran, da Prefeitura e Academia.